# سیارک ۵۰۸۰
سیارک ۵۰۸۰ (به انگلیسی: 5080 Oja، نامگذاری:1976EB) پنج هزار و هشتادمین سیارک کشف شده‌است که در ۲ مارس ۱۹۷۶ کشف شد.
قدر مطلق سیارک برابر ۱۲٫۹۰ است.